# Annakleidervogel
Der Annakleidervogel (Ciridops anna), auch als Kohala-Kleidervogel bezeichnet, ist ein ausgestorbener Kleidervogel aus der ebenfalls ausgestorbenen Gattung Ciridops. Er wurde 1859 entdeckt, 1879 vom Juristen und späteren hawaiischen Gouverneur Sanford Dole beschrieben und nach seiner Frau Anna Cate Dole benannt. Von den Hawaiiern wird er ʻUla-ʻAi-Hawane genannt, was so viel wie „der rote Vogel, der sich von der Hawane-Beere ernährt“ bedeutet. Er war auf der Hauptinsel Hawaiʻi endemisch.

## Beschreibung
Der Annakleidervogel erreichte eine Länge von 12,5 Zentimeter. Er hatte eine finkenähnliche Erscheinung mit einem kurzen dicken Schnabel. Oberkopf und Nacken waren silbrig grau. Stirn, Schnabel und Zügel waren schwarz. Kehle und Kopfseiten waren schwarz und grau gestrichelt. Der Rücken war bräunlich getönt. Der Schwanz, die Flügel und die Brust waren schwarz. Die Flügeldecken, der Bauch und der Bürzel waren rot. Die Handschwingen hatten rosa Außenfahnen. Die Augen waren haselnussbraun und die Beine rosabraun.

## Lebensraum und Lebensweise
Der Annakleidervogel lebte in den Distrikten Kona und Hilo sowie am Kohala auf der Hauptinsel Hawaiʻi. Der Ornithologe Robert Cyril Layton Perkins beschrieb die Art als scheuen, schwer zu fangenden Vogel. Er bewohnte Wälder im Hügel- und Bergland und ernährte sich von den Beeren und vom Blütennektar des Hawane-Baumes (Pritchardia spp.).

## Aussterben
Über die Gründe seines Aussterbens ist nur wenig bekannt. Bereits bei seiner Entdeckung wurde er als selten beschrieben. Vermutlich hat die Verknappung des Nahrungsangebotes eine wichtige Rolle gespielt, da viele Arten der Pflanzengattung Pritchardia ihrerseits entweder ausgestorben oder sehr selten sind. Das letzte Exemplar wurde am 20. Februar 1892 am Awini River im Gebiet des Kohala von einem Vogelsammler geschossen. 1937 will der Ornithologe George Campbell Munro noch ein Exemplar dieser Art gesehen haben, er war sich später aber nicht mehr sicher, ob es auch wirklich der Annakleidervogel gewesen sei. Heute sind nur noch fünf Museumsstücke in den Museen von Harvard, Honolulu, New York und London vorhanden.